# Károly Antal

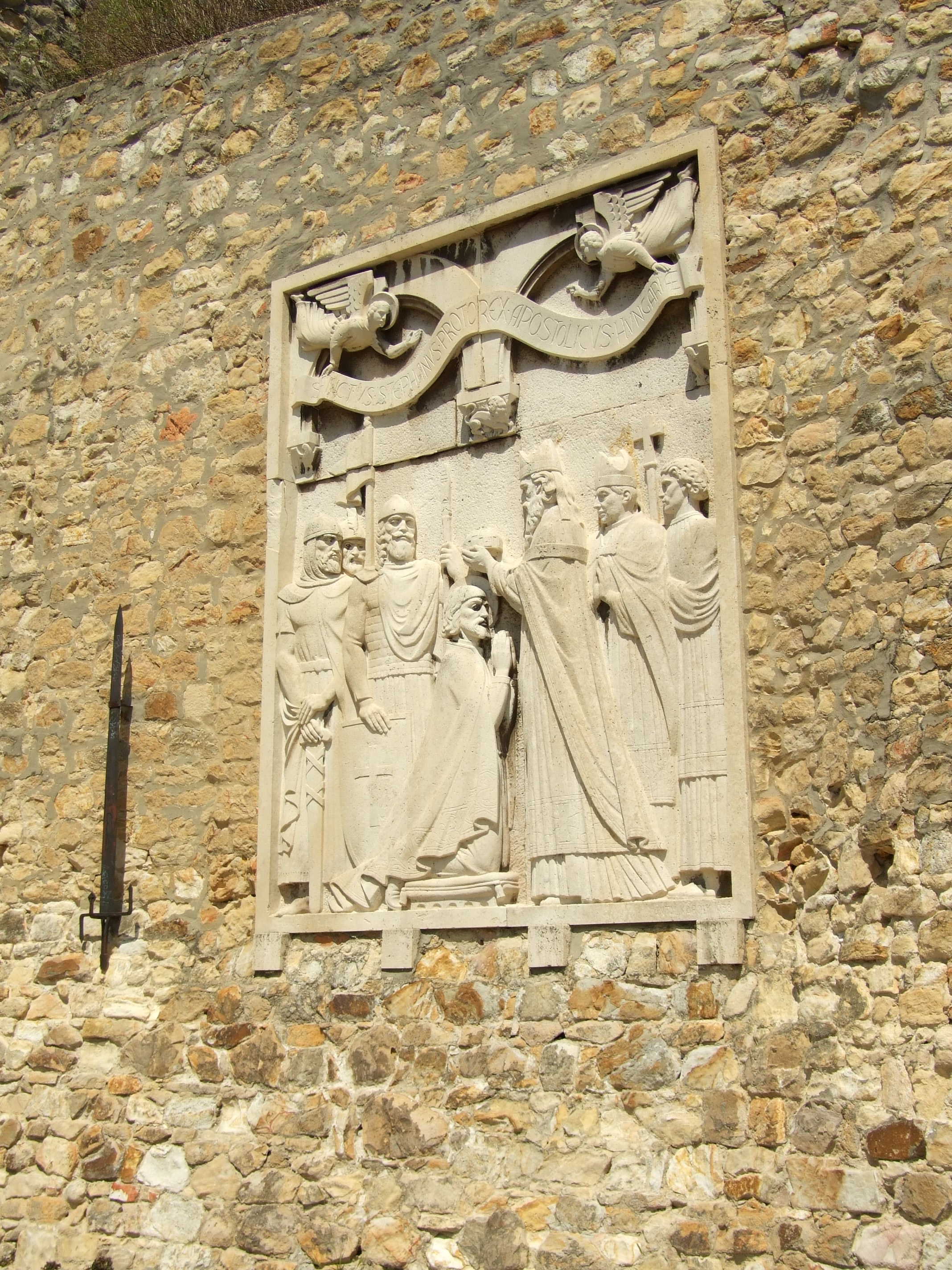
Coronación de St Stephen en Esztergom.

Károly Antal fue un escultor húngaro del siglo XX, nacido el año 1909 en Budapest y fallecido el año 1994 en la misma ciudad. Su estilo escultórico estaba próximo al neoclasicismo.

## Datos biográficos
Antal estudió en la Academia de Bellas Artes, siendo alumno de István Szentgyörgyi entre 1928 y 1937. Recibió una beca estatal para continuar su formación en Roma entre 1934 y 1935 y expuso algunas veces en Italia. 
Sus esculturas iniciales estuvieron marcadas por el estilo Neoclásico de la Escuela Romana. Sus esculturas "St Gellért" y "Frater Julianus" fueron erigidas en el Bastión de los pescadores de Budapest en 1937; y el relieve de la Coronación de St Stephen en Esztergom en 1938. Después de 1945 creó numerosos memoriales. 
En 1962 hizo la decoración escultórica de la fachada de la Catedral de San Pedro y San Pablo de Pecs.

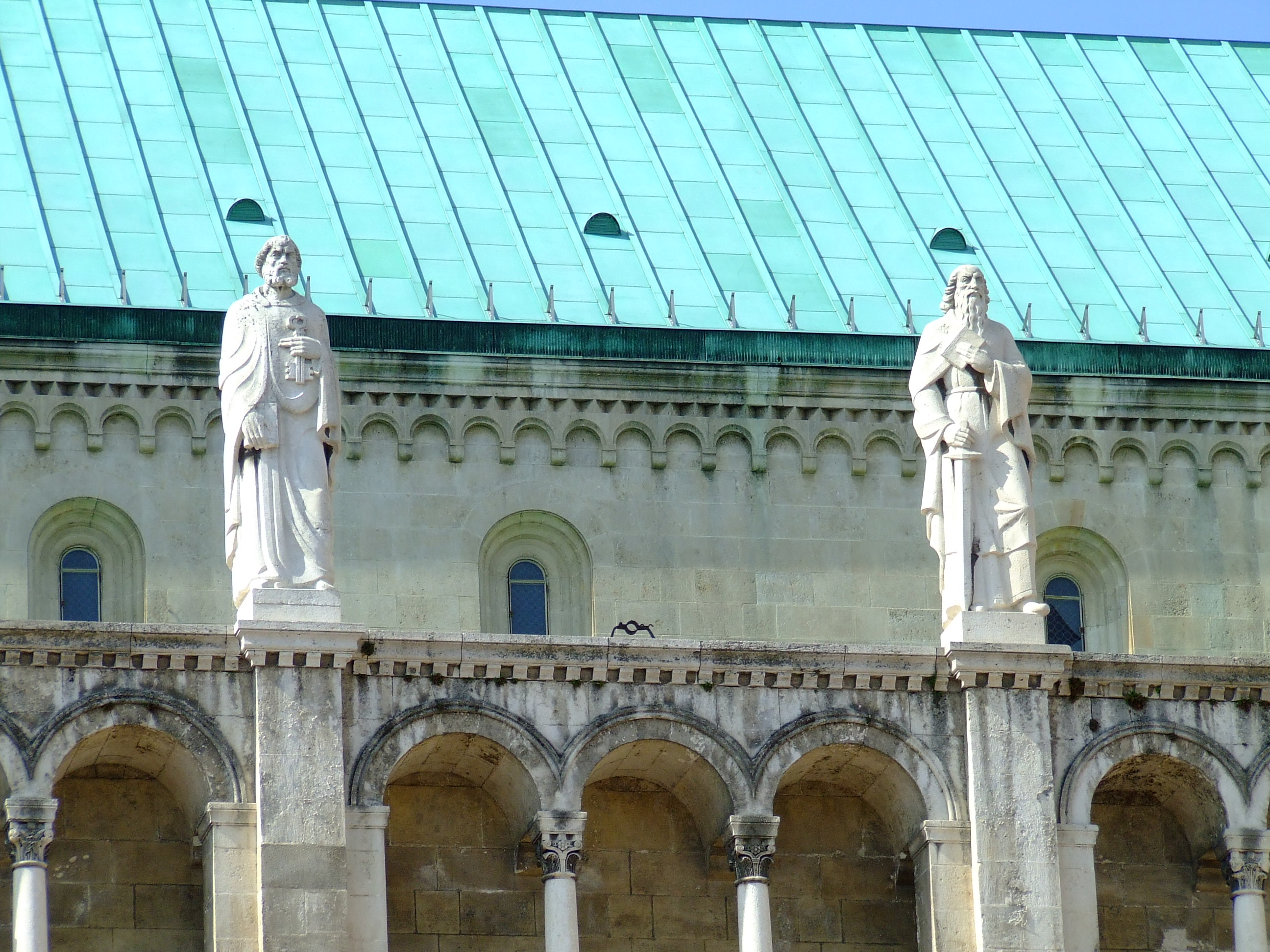
Detalle de la fachada de la Catedral de Pécs
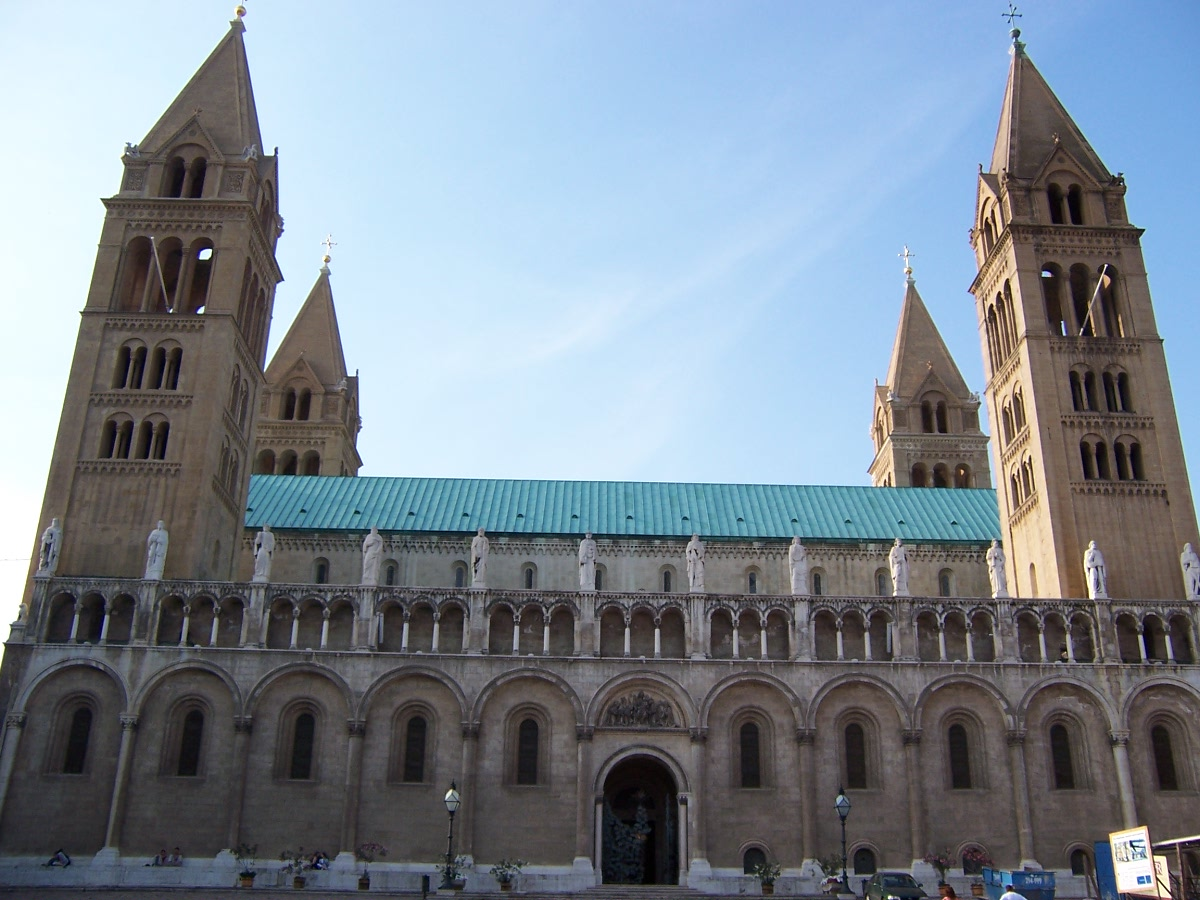
Fachada de la Catedral de Pécs

## Obras
Entre las esculturas de Antal destacan las siguientes:
- Monumento a Sándor Kőrösi Csoma, bronce[2]
- Monumento al monje Julianus (Friar Julian), bronce
- Monumento al ingeniero Kálmán Kandó, piedra en Miskolc.

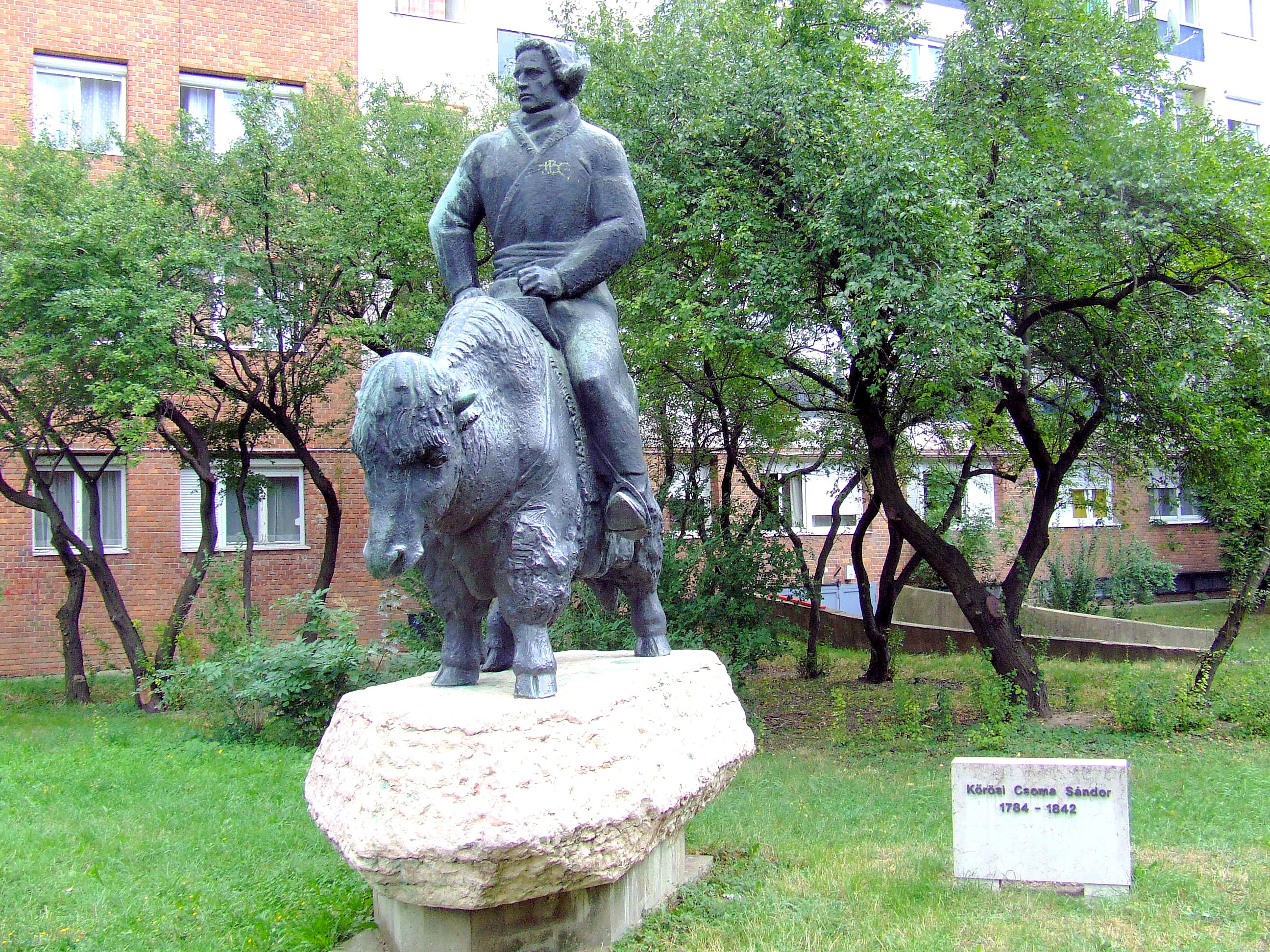
Monumento a Sándor Kőrösi Csoma
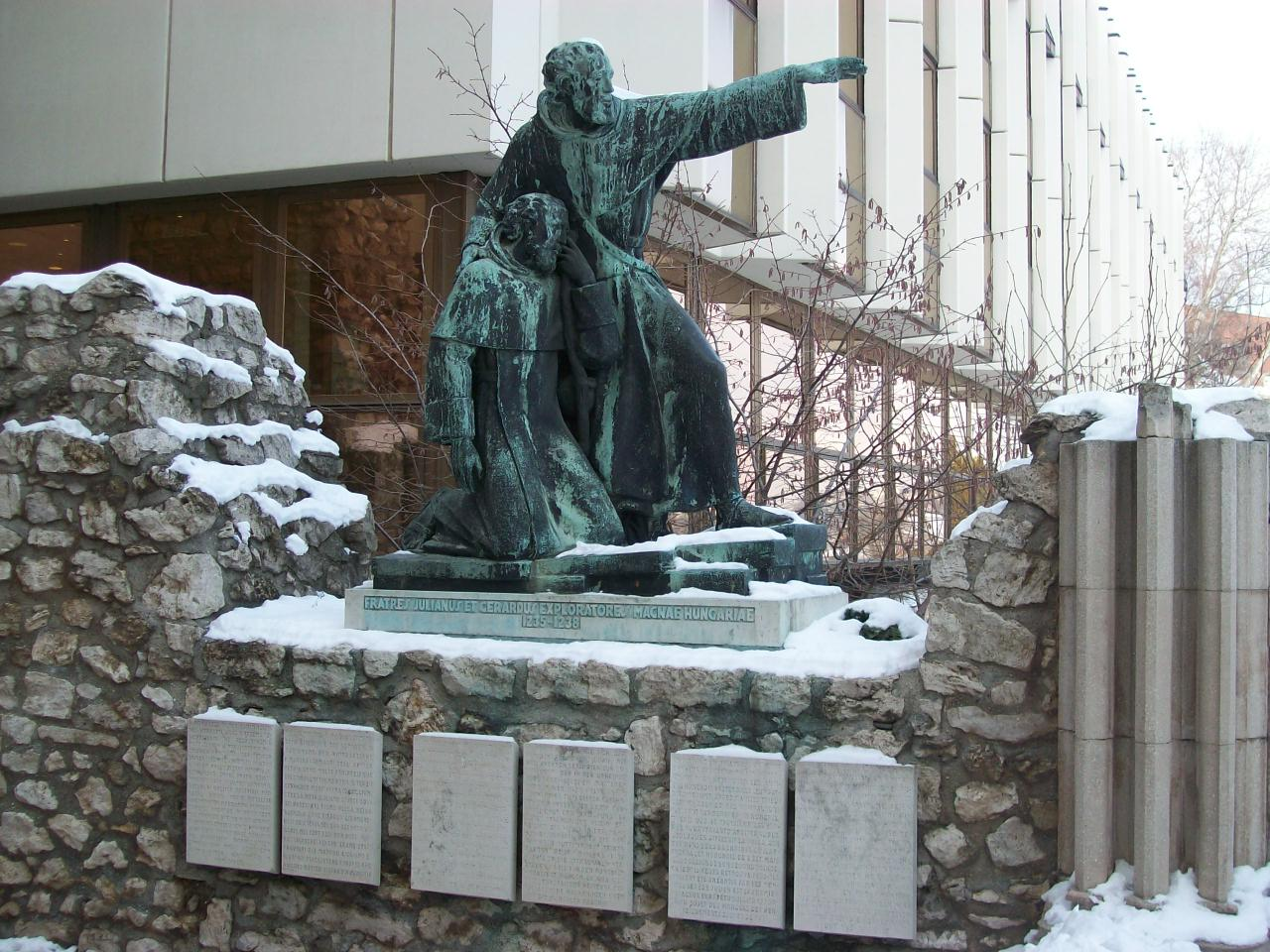
Monumento a Friar Julian
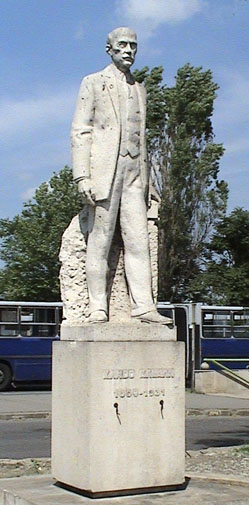
Monumento al ingeniero Kálmán Kandó